# Деметрий от Фарос
Деметрий (на латински: Demetrius; † 214 пр.н.е.) е владетел в територията на Адриатическо море през първата и втората илирийска война и след това близък на цар Филип V Македонски.

## Биография
Кралица Тевта от Илирия през Първата илирийска война го поставя за управител на Корфу.
Деметрий се жени за Тритевта, първата съпруга на цар Агрон и майка на Пинес. Той се съюзява с македонския цар Антигон III Досон против Спарта под Клеомен III и участва с 1600 илирийски войници в битката при Селасия през 222 пр.н.е., в която Клеомен е победен. Той бяга в македонския царски двор на младия Филип V Македонски и става негов негов доверен съветник.